# Camponotus laminatus
Camponotus laminatus är en myrart som beskrevs av Mayr 1866. Camponotus laminatus ingår i släktet hästmyror, och familjen myror.

## Underarter
Arten delas in i följande underarter:
- C. l. laminatus
- C. l. levuanus